# Povondraite
La povondraite è un minerale.